# Anáfora (gramática)
El término anáfora se emplea, como término específicamente lingüístico, con tres sentidos relacionados pero diferentes (además de usos particulares en algunas corrientes lingüísticas, y de su uso como término retórico): 
(1) El uso de una expresión cuya interpretación depende de otra expresión presente en el contexto del discurso (llamado su antecedente).
(2) La expresión misma (un deíctico, normalmente un pronombre) cuyo contenido semántico depende de otra expresión presente en el contexto del discurso.
(3) En una interpretación restrictiva de (1) y (2) anáfora se refiere únicamente a aquellos usos o expresiones deícticas cuyo antecedente aparece en el discurso antes que la anáfora. En este sentido restrictivo «anáfora» se opone a «catáfora», que es el deíctico cuyo referente aparece con posterioridad a él mismo.
Así, en la oración «Antes de que la lanzaran al estrellato, Lorena era una simple actriz de reparto» el pronombre «la», que tiene por referente a «Lorena», es una anáfora en el sentido de (2), pero una catáfora en el uso más restringido de (3).
Tanto la anáfora como la catáfora en el sentido de (1) son formas de endófora, o una referencia a algo que se menciona en algún otro lugar del texto/ diálogo.

Juan y Pepe fueron a pescar; este pescó una trucha de tres kilos y aquel otra de cinco.

Dijo que había estado, pero no me lo creí.

## Pronombres y anáforas en la Gramática Generativa
En gramática generativa anáfora tiene un uso particular, distinto del que recibe en el resto de las escuelas. En este marco teórico es muy común distinguir estrictamente entre pronombres y anáforas. Intuitivamente una anáfora requiere la ocurrencia de un antecedente en cierta posición, mientras que un pronombre indica un referente diferente a los de todos los nombres dentro del mismo sintagma.
De acuerdo con el tipo de referente que tiene un elemento designativo pueden distinguirse entre:
1. Elementos anafóricos (o anáforas) que requieren un antecedente en el mismo sintagma que los mando-c [c-comando]. Estos elementos son calificados de [+anáfora] [-pronombres]
2. Elementos pronominales (o pronombre genuinos) que no puede tener un antecedente en el mismo sintagma que los mando-c [c-comando]. Estos elementos tienen los rasgos [-anáfora] [+pronombre].
3. Elementos referenciales (o sustantivos, expresiones definidas) que no pueden tener antecedente. Estos elementos son [-anáfora] [-pronombre].

De hecho la categoría faltante [+anáfora] [+pronombre] sólo puede ser una categoría vacía porque de acuerdo con los principios de rección y ligamiento de la gramática generativa si tuviera realización fonética fonéticamente tendría que tener caso abstracto, pero al tener caso debería estar regido y por tanto podría ser pronombre. De hecho el elemento postulado PRO es precisamente [+anáfora][+pronombre] como muestran los siguientes ejemplos:
(a) Pedroi quiere [que Juanj gane]
(b) *Pedroi quiere [que éli mismo gane] / *Pedroi quiere [que Pedroi gane]
(c) Pedroi quiere [PROi ganar]
La oración (a) es perfectamente correcta ya que Pedro y Juan no se refieren a la misma persona. Pero la oración (b) es incorrecta porque el sujeto de la oración principal y la subordinada son correferenciales. En cambio (c) que es perfectamente correcta es la manera adecuada de expresar el significado pretendido de (b), aquí PRO es el sujeto elíptico de la segunda oración que es correferencial con el de la principal pero al ser elíptico y por tanto no realizado fonéticamente no recibe caso y puede ser un elemento anafórico y pronominal al mismo tiempo, por lo tanto, se puede referir a anáfora gramática.

## Anáforas reflexivas
Los reflexivos, indebidamente llamados «pronombres», son elementos anafóricos que requieren que su antecedente esté presente en la oración. Su hominimia con los pronombres explica que se los denomine indebidamente «pronombres». Esa restricción de presencia del antecedente además está sujeta, tal como ha probado la gramática generativa, a la condición de mando-c [c-comando]. Eso significa que el antecedente debe mandar-c [c-comandar] a la anáfora, y que sólo así resulta una expresión gramaticalmente bien formada. Esto puede ilustrarse con los siguientes ejemplos que pretenden significar «Juan quiere a Juan»:
(1a) Juani sei quiere a sí mismoi.
(1b) *Juani loi quiere a él mismoi.
La oración (1a) es correcta y la oración (1b) marcada con un asterisco es incorrecta, con el sentido de que «Juan quiera a Juan». Es fácil ver por qué (1a) es correcta y (1b) incorrecta. En (1a) los elementos anafóricos se y sí mismo son correferenciales con Juan que es el antecedente, que además los manda-c [c-comanda]. Pero (1b) es incorrecto porque los elementos pronominales lo y él no pueden referirse a Juan, tal como los índices sugieren, ya que los pronombres requieren no pueden ser correferenciales con un elemento dentro del mismo sintagma.
La diferencia con los pronombres con las anáforas se puede ver en las siguientes oraciones, ambas con el significado de «Juan espera ser querido por ti»:
(2a) *Juani espera que sei quieras a sí mismoi.
(2b) Juani espera que loi quieras a éli.
En (2a) los elementos anafóricos no están mandados-c [c-comandados] por Juan y por tanto resultan en una oración sin sentido. En cambio en (2b) los elementos pronominales lo y él tienen antecedente en la oración subordinada y por tanto admiten la interpretación de que «Juan espera ser amado por otra persona diferente de él».

## Categorías vacías y anáforas
Una categoría vacía es un elemento gramatical postulado o elíptico que no tiene realización fonética, aunque su presencia estructural en la oración es argumentable sobre la base de patrones sintácticos. La gramática generativa postula la existencia de varias categorías vacías, gracias a lo cual sus principios explicativos pueden formularse de manera más general y sencilla. Las categorías vacías postuladas por el modelo de principios y parámetros incluyen:
1. Pronombre elíptico «PRO»: [+pronombre][+anáfora]
2. Pronombre elíptico «pro»: [+pronombre][-anáfora]
3. Huella de sintagma nominal: [-pronombre][+anáfora]
4. Huella de movimiento Qu- (interrogativo): [-pronombre][-anáfora]